# Phalacrognathus muelleri
Lucane arc-en-ciel
Espèce
Synonymes
- Lamprima muelleri W.J. MacLeay, 1885[1]
- Phalacrognathus fuscomicans (Kolbe in litt) Kriesche, 1919[1]
- Phalacrognathus westwoodi Shipp, 1893[1]

Le Lucane arc-en-ciel (Phalacrognathus muelleri), unique représentant du genre Phalacrognathus, est une espèce d'insectes coléoptères de la famille des Lucanidae. On le trouve dans le nord du Queensland en Australie et en Nouvelle-Guinée.
Phalacrognathus muelleri est le symbole officiel de la Société Entomologique du Queensland (d) depuis 1973,.

## Étymologie
En 1885 cette espèce est dénommée Phalacrognathus muelleri par Sir William Macleay en l'honneur du Baron Ferdinand von Müller, le botaniste du gouvernement, le taxon Phalacrognathus étant créé au même moment.

## Description
Les mâles de cette espèce sont les plus grands insectes de la famille des Lucanidae en Australie. La taille des mâles va de 24 mm à 70 mm de long, tandis que les femelles, plus petites, vont de 23 mm à 46 mm.
Les adultes peuvent vivre jusqu'à 18 mois.

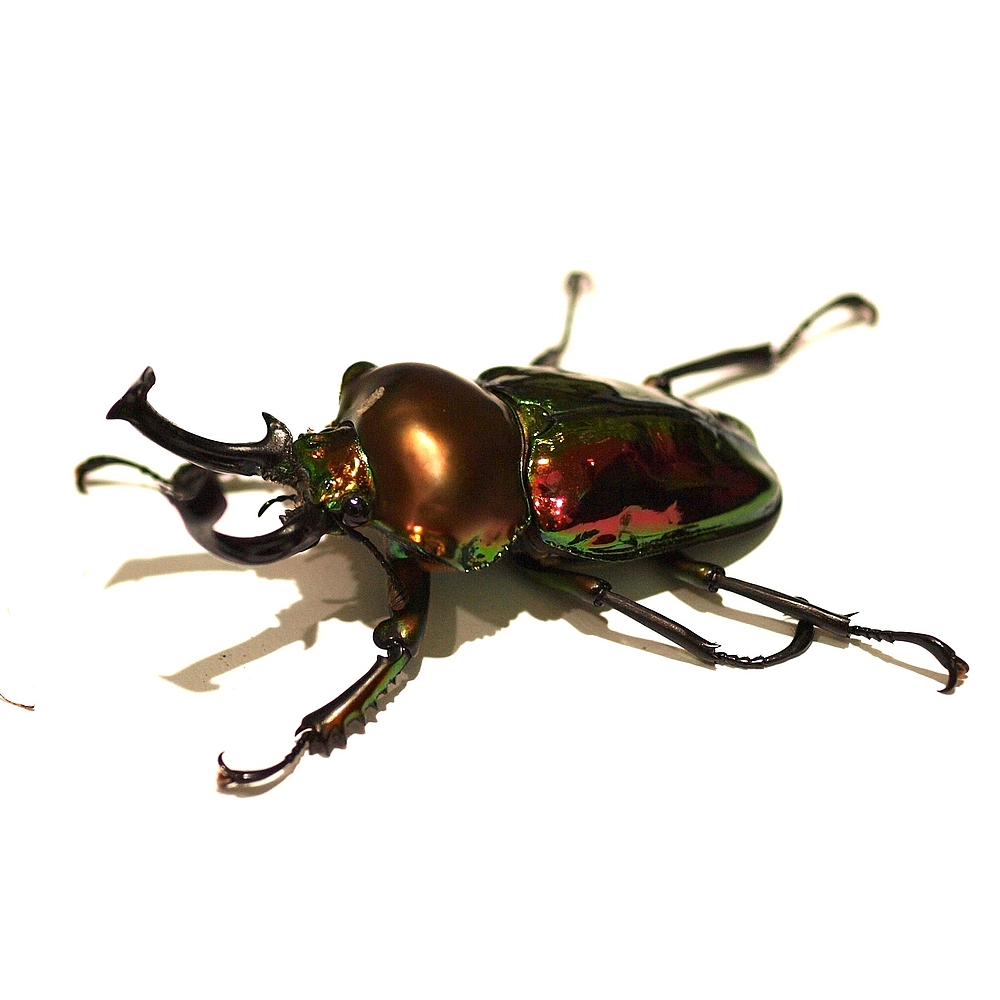
Mâle.
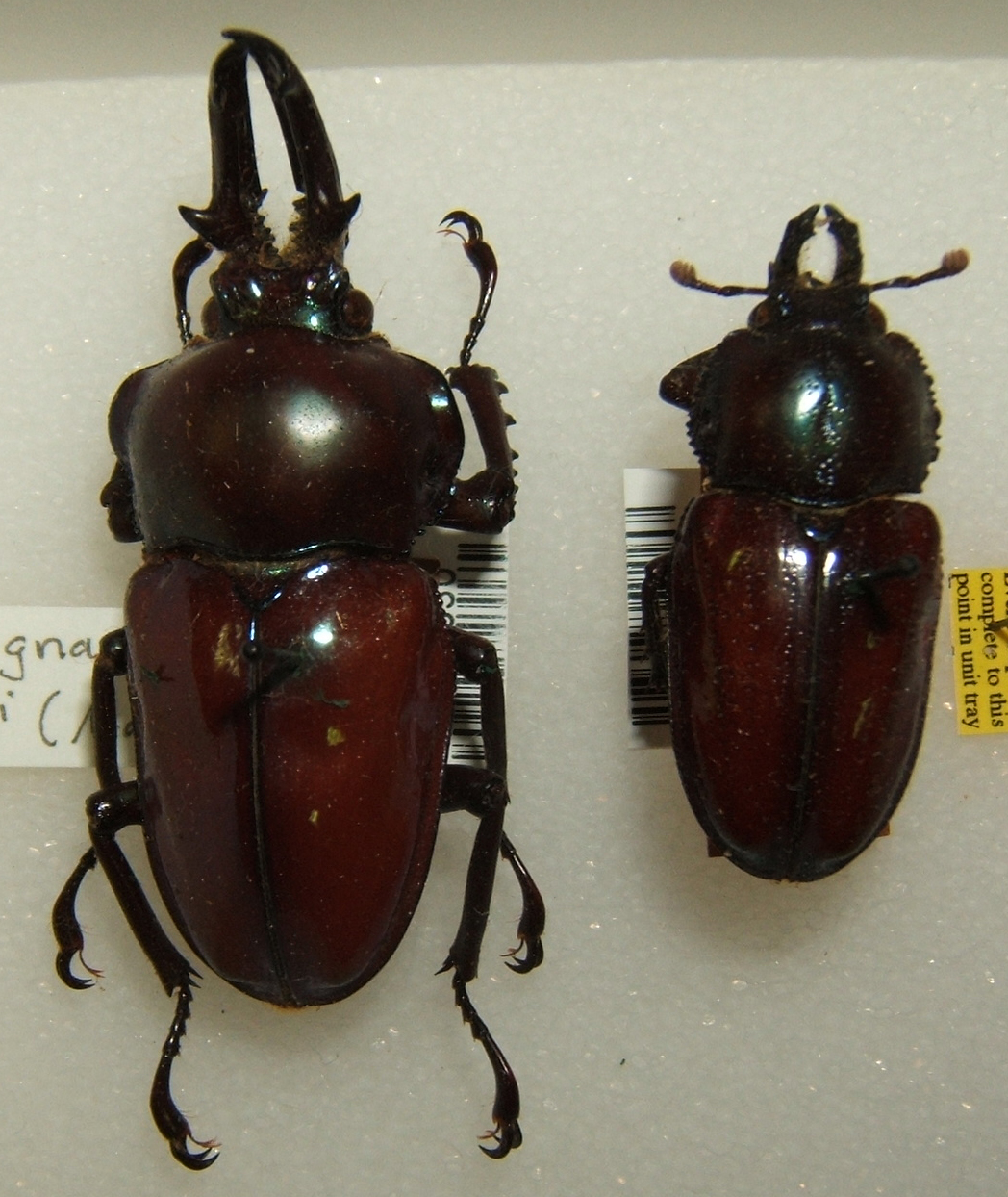
Le mâle (à gauche) et la femelle.
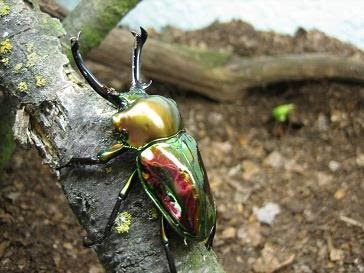

## Sous-espèces
- Phalacrognathus muelleri muelleri — Queensland, Australie
- Phalacrognathus muelleri fuscomicans — Nouvelle-Guinée